# 힐다 클레이턴

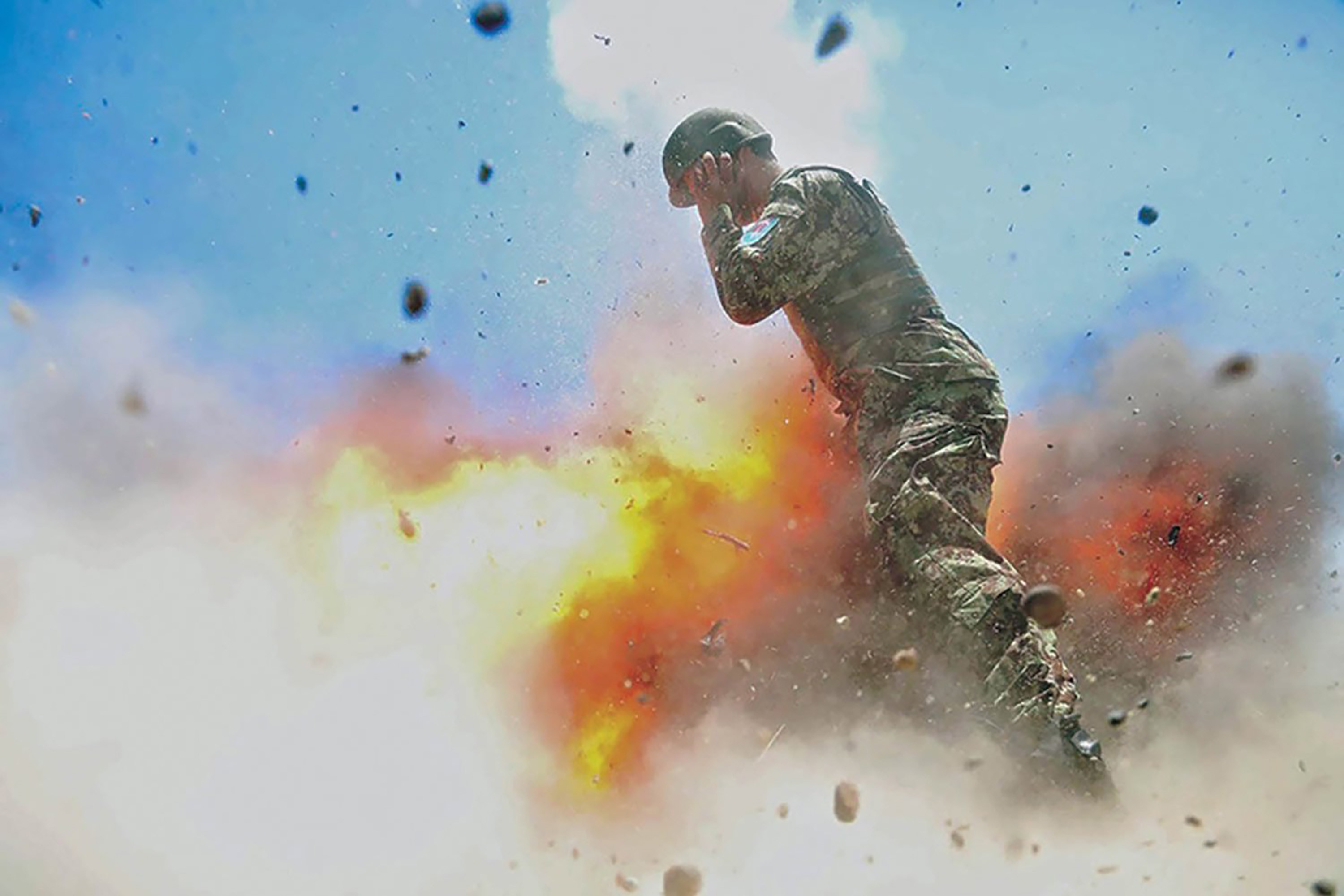
스타스 앤 스트라이프, 밀리터리 리뷰, 폭스 뉴스는 이 사진이 클레이턴이 촬영한 것이라고 주장한다.

힐다 I. 오티즈 클레이턴(Hilda I. Ortiz Clayton, 1991년 5월 21일 ~ 2013년 7월 2일)은 미군 전쟁 사진가다.

## 어린 시절
클레이턴은 조지아주 오거스타에서 푸에르토리코계로 태어났고 2009년 웨스트사이드 고등학교를 졸업했다.

## 군복무
2013년 7월 2일 55신호중대 소속 상병이었던 클레이턴은 아프가니스탄 라그만주 잘랄라바드에서 아프가니스탄군 훈련을 촬영했다. 클레이턴은 박격포(mortar)에 불이 난 것을 촬영했지만 박격포탄이 발사튜브에서 폭발했다. 클레이턴과 다른 아프가니스탄 군인이 동시에 사진을 찍었다. 각각 두 사람이 어떤 사진을 찍었는지에 대해 논란이 있다.
이 사고로 힐다와 아프가니스탄 군인 네 명이 사망했다.
클레이턴의 사진은 2017년 5월 유가족의 동의를 얻어 미군에 의해 공개되어 주목받았다. 제55신호중대는 그녀의 이름을 기려 '상병 힐다 I. 클레이턴 최고전투카메라대회(COMCAM)'에서 매년 수상한다.